# Mia Stadig
Ann-Marie Lillemor "Mia" Stadig, née le 18 mars 1966 à Sundborn, est une biathlète suédoise.

## Biographie
Pensionnaire du club de Dalregementets IF (Falun), elle fait ses débuts internationaux aux Championnats du monde 1985. En 1987, elle est médaillée d'argent en relais avec Inger Björkbom et Eva Korpela. Son meilleur résultat aux Championnats du monde intervient en Championnats du monde 1991, où elle est neuvième de l'individuel.
En 1992, pour sa dernière saison active, elle connaît la chance de participer aux premières courses olympiques féminines de biathlon à Albertville, terminant notamment quatorzième du sprint.

## Palmarès

### Jeux olympiques d'hiver
| Épreuve / Édition   | Individuel | Sprint | Relais |
| ------------------- | ---------- | ------ | ------ |
| JO 1992 Albertville | 33e        | 14e    | 6e     |

### Championnats du monde
- Championnats du monde 1987 à Lahti (Finlande) :
  -  Médaille d'argent en relais.